# マスターオブモンスターズファイナル
『マスターオブモンスターズファイナル』(ますたーおぶもんすたーず・ファイナル)は、システムソフトより1992年に発売された日本のパーソナルコンピュータ、PC-9801用ウォー・シミュレーションゲーム、『マスターオブモンスターズ』および『マスターオブモンスターズ2』の続編である。プロジェクトEGGでも配信されている。
Windows 95用にリメイクされた『真・マスターオブモンスターズ Final』(しん - - ふぁいなる)についてもこの項目で述べる。

## システム
システムは前作までと共通する部分も多いものの、ゲームの流れは前作までとは全くの別物となっている。
シングルゲームが廃止され、キャンペーンゲームのみとなっている。それに従い、ストーリーは大幅に増強されており、独特の世界観を見せる。
本作の主人公は既存の種族が「黄昏の指輪」の力で、マスターとして目覚める設定となっている。そのため、キャンペーンを開始するとまず、マスターの種族の選択を求められ、続いてマスターの魔法の属性(ウォーロック(Law)/サモナー(Neutral)/ネクロマンサー(Chaos))を選択することになる。これにより、主に修得できる大魔法が異なってくる。
本作ではモンスターの召喚、アイテムの購入、部隊編成などを行う編成画面と、従来の戦術画面が明確に区別され、戦術画面で従来のようにモンスターを新たに召喚することは不可能となった。このため、各マップでは彼我共に、従来と比較して非常に限られた戦力で戦いを繰り広げることとなる。
支配力の概念は『マスターオブモンスターズ2』より継承されている。本作ではマスターのマジックポイント(MP)から支配力が産出され、モンスターの合計支配力がこの値以下である時のみ、モンスターを完全に支配できる。そうでない場合、一部のモンスターが離反し、中立モンスターとなる（「2」では中立モンスター陣営だった緑陣営は今作では再びマスター陣営に戻り、新たに白陣営が中立モンスター陣営となる。すなわち最大5陣営での戦いとなる）。マスターのMPは魔法の行使によって消耗するが、MPは自軍の塔と泉の回復量の合計値、及びマスター自身のレベルを考慮した値の分だけ、毎ターン回復する。なお、個々のモンスターの必要支配力に関しては、従来通り、マスターのアライメント(Law/Neutral/Chaos)とモンスターのアライメントの相性により変化する。
戦術画面では各種のイベントが発生し(マップ上の村に入る、特定のユニットに隣接するなど)、特殊アイテムや味方モンスターを得られるなどの効果が発生する場合がある。イベントの発生に伴い、ストーリーはLaw同盟/Neutral同盟/Chaos同盟/無同盟に分岐し、最終的にはマルチエンディングとなっている。
編成画面では『2』同様、侵攻先を任意に選択できるが、その自由度は大幅に向上している。世界はミッドガルド(人間界)、アースガルド(天上界)、ニブルヘル(地底)、エリシアム(妖精界)の階層が存在しており、ゲームを進めると任意に階層間を移動できる。
画面右の天秤の領域は、特に説明書きはされていないが、マスターのMPの状態を表している。左:毎ターン回復するMP 右:毎ターンモンスターの支配に消費されるMP 上:回復MP-消費MP(すなわちMPの余力) 下:実際のMPの値 である。

## ストーリー
かつて、覇王コリンの魔軍団がミッドガルドを席巻した。絶望的な状況の中、騎士リスターは単騎敵中を突破し、その勇者の叫びに応えた天界の守護ヘイムダルは百万の精鋭を遣わし激戦の末、ミッドガルドに再び平和が訪れた。
その時代より3代、ミッドガルドの王は既に国を追われ、覇王コリンも凶刃に倒れていた。ある時、ミッドガルドの遙か東の島に、「黄昏の指輪」なる強大な力を宿す指輪が眠っているとの夢を見て、困難な旅の末に島にたどり着いた10人がいた。「黄昏の指輪」を得たものは強大な力を持った「マスター」となった。この力を得られるのは180日の間だけだという。黄昏の指輪は彼に、その強大な力をもって、何を成せと言うのであろうか？その目的もわからぬまま、マスターの旅は始まる。

## マスター
各陣営にはマスターというリーダーユニットがおり、各マップはすべての敵対する陣営のマスターを倒すことでクリアが可能になる。マスターを倒した瞬間にその陣営のモンスターは全て消滅する。今作はこれまでの作品とは異なり全ての敵マスターを倒してもプレイヤーの望むだけマップを探索することが可能。但し、前述のように180日を超えた時点で強制的にゲームオーバーとなる。
マスターは、大魔法が使える、大魔法が効かない、IntやMPなどが高い、編成画面で予め召喚したモンスターを周囲に配置できる、逆に配置済みモンスターを収納できる、など、他のモンスターとは扱いが若干異なっているが、前作までとは違い基本が通常のユニットのため移動力や格闘攻撃力に劣るということはなく、前線に出て戦うことが可能となっている。そのため、プレイ感覚は前作までとは若干異なっている。

## 大魔法
マスターが修得していく大魔法は、初期の主人公選択の次にどの指輪を選ぶことで決まる。選択により、マスターのパラメータも若干変化する。
初期の大魔法から既に、タイプごとに明確な違いがある。
その他の大魔法はレベルアップを重ねることで発生する進化の度に、タイプごとに決められた複数の大魔法を一度に修得する形式である。
自マスターとして選択可能である全てのモンスターは、初期形態を含めて4段階の進化をする。
進化による大魔法修得以外に、戦術画面でのイベントで修得できる大魔法もある。また、敵マスターのみが使用できる大魔法も存在し、その一部はマスター専用アイテムという形で自マスターも利用可能である。
本作では大魔法の詠唱時にどの程度のMPを使用するかを指定でき、その多寡によってダメージ/回復の量、成功率などが決まる。
ウォーロック
能力は折衷的。雷系魔法が得意。覚える魔法は攻守のバランスが良い。三段階目(クラスチェンジを二回終えた時点)で敵を眠らせる「スリープ」も覚えられる。
サモナー
Intは低いがMPは高い。攻撃魔法は氷系のみであり、他のタイプが修得する精神攻撃「マインド」をサモナーは修得しない。ヒットポイント(HP)回復と状態回復系や強化系の魔法が得意。三段階目の妨害魔法としては「チャーム」を覚える。
ネクロマンサー
Intは高いがMPは低い。炎系の魔法が得意。ステータス異常治癒の魔法は並の習得時期だが、直接回復魔法は大の苦手で、三段階目で指定位置とその周囲にかかるHP回復「ヒールエリア」同じくMP回復「チャージエリア」を習得するのみ。
しかし最初から敵モンスターのHPを吸収して味方モンスターに分け与える「パワードレイン」が使用できる。「パワードレイン」では敵モンスターにとどめを刺すことはできないが、自分の望んだモンスターに経験値を多く与える状況を作るのに好都合とも考えられる。他に、行動済みモンスターを未行動状態に戻す「アゲイン」を最初から使用できる(他のタイプは三段階目の時点で修得)、モンスターを行動不能にした上に物理防御力を最高まで上昇させる「ストーン」が三段階目でこのタイプのみ修得できる、といった特徴がある。この「ストーン」は攻撃、防御共に活用できるが、後述する経験値稼ぎにも用いられる。

## アイテム
アイテムは、マスター専用アイテム（装備ではなくストックにあり任意使用可だが、一定回数使用すると無くなる）、近接武器アイテム、投射武器アイテム、魔法武器アイテム、鎧アイテム、使用アイテム（装備して攻撃時に使用、薬草なども味方を攻撃する形で使用。一定回数使用すると無くなる）、と細分化されている。
人間型のモンスターは各種武器や鎧を装備することが可能であり、格段の強化が可能となっている。逆に装備がないと非力で防御も頼り無い。なお、人間型モンスターの体格(M/S/SS)によって、装備可能な武器/防具アイテムは制限される。
また、各種パラメーター・防御属性・移動力を恒久的に上げたり、地形型や移動タイプを恒久的に変更できるアイテムも幾つか存在するので、マスターを含む自国モンスターの長所を更に伸ばしたり、逆に短所を解消させたりすることで強化することが可能である。

## 戦闘
戦闘画面は前作までのサイドビューとは異なり、トップビューとなっている。
本作では味方モンスターを攻撃することも可能であるが、その場合攻撃されたモンスターは離反する（但し、マスターはその限りではない）。
各モンスターには「近接」「投射」「魔法」と、最大で3種の攻撃方法が設定されている。攻撃方法は攻撃側が任意に選択でき、防御側は同じ種類の攻撃方法を持っていないと反撃ができない。また、本作では従来と異なり、投射/魔法武器に固有の射程が設定され、射程外から一方的に相手を叩く戦術が可能となっている。
攻撃方法によっては複数回の攻撃が行え、「攻撃力×攻撃回数」が総合的な攻撃力である。攻撃力は、攻撃する側の攻撃方法の持つ属性と、防御する側のモンスターの耐性を比較して修正を受け、「あるモンスターには炎系の攻撃が全く通用しない」などの事態が発生し、モンスターの特徴付けに一役買っている。
本作では時刻によるモンスターの攻撃力修正は75%〜130%の値を取る。Lawは昼間に強く、Chaosは夜間に強く、Neutralは変化しないのは従来通り。一部の大魔法もこの修正の影響を受ける。
人間系モンスターは前述の通り、各種装備アイテムにより、大幅な強化が可能となっており、攻撃属性なども武器により変更可能であるため、プレイヤーの裁量次第で様々な部隊編成を用いることができる。また、一部の武器アイテムや攻撃には、命中時に敵モンスターを状態異常（眠り、毒など）にする効果がある。対象へ攻撃を行うことでHPを回復させる杖も存在する。対して、各モンスターは通常の攻撃に対する防御属性だけでなく、状態異常への防御属性も持っている。
獲得経験値が100に達するとモンスターのレベルが1つ上がる。本作では戦闘時の獲得経験値の算出方法が変更された。
戦闘で得られる経験値は「敵の倒しにくさ」で判断される傾向が非常に強い。簡単に言えば、攻撃力の低い攻撃方法で敵を倒すと、莫大な経験値を得られる。また、「絶体絶命の状況で辛うじて生き残る」事でも、大きな経験値を得ることができる。従って、
- ミストなどの物理攻撃がほとんど通用しない(与えられるダメージが1～2)敵モンスターをあえて物理攻撃で屠る。
- 普通の敵モンスターが相手でも、「スリープ」や「ストーン」で行動不能の状態にしてから屠る。後者では物理防御力も上がるので経験値が更に得られる。
- 防御力の高い敵モンスターを効率よく屠るため、事前に攻撃魔法や「パワードレイン」の魔法で対象のHPを一桁（理想的には1)にしておく。
  - 逆に、味方モンスターのHPを事前に減らしてから上記の方法で敵モンスターを屠ると経験値が更に得られる。

- 敵モンスターは数に限りがあるので、味方のモンスター(特にミストなど、防御力の高いもの)を無駄に召喚して、同士討ちで屠る。但し、終盤のマップでも3段階目のモンスターしか召喚できないので、最終段階まで進化したモンスターが得られる経験値も相対的に減少する。
  - 上記の応用として、味方モンスターにマスターを攻撃させることでも双方に経験値が得られる。但し、いずれかが反撃で死ぬ可能性があるので、先に「スリープ」や「ストーン」の効果があるアイテム、もしくはモンスター固有の攻撃でマスターを攻撃して行動不能にさせたほうが安全である（高レベルの最終進化モンスター及び合成モンスターを引き連れたマスターと対峙する事になる、Chaos同盟/無同盟でのエリシアム攻略[8]では必須である）。

などの方法で、序盤から爆発的なレベルアップが可能となっている。なお「ストーン」と「パワードレイン」は、ネクロマンサーのみが修得可能である。ウォーロック、サモナーも本来味方に使う「シールド」を敵に使うことで同様の行動が可能である。

## モンスター
モンスターは経験を積むことでレベルアップし、種族による決まったレベルで最大で3回の進化が行われる。進化しないモンスターや、特定のモンスター（単体もしくは複数）にクラスチェンジアイテムを使用して誕生する合成モンスターもいる。
進化の際には基礎的な能力が向上し、モンスターによっては移動タイプが変化したり、新たに投射攻撃や魔法攻撃を使用可能になる場合がある。
支配の困難さはモンスターの知力とMPによって異なり、強力なモンスターは概して支配も困難となっている。モンスターには編成画面で自由に名前を付けられる。
windows版では漢字を任意に使用可能。98版では初期名に漢字のあるキャラのみその漢字を残すことだけが可能であり、一度その漢字を削除すると復旧はできなかった。(例：怪獣王ギャラハン)
以下の9種類のモンスターはマスターとして選択可能である。
ソルジャー→ファイター→フェンサー→ヒーロー(L)
武器などが装備可能。体格はM。マニュアルによれば「ただの人間」である。
バーバリアン→バーサーカー→デストロイヤー→ダークヒーロー(N)
武器などが装備可能。体格はM。過去作と異なり本作では属性は一貫してNeutralである。
鬼→夜叉→羅刹→阿修羅(C)
武器などが装備可能。体格はM。進化すると飛行可能になる上に、ワープ移動が可能となる。
スケルトン→ゾンビ→グール→ワイト(C)
武器などが装備可能。体格はM。地形型は「地底」なので、ニブルヘルの地中でも移動できる（他にはほぼすべての地形を最小の移動力で移動できる「霊体」のみ）。移動力は低いが、進化するとワープ移動が可能になる。HPや防御力は低いが、不死のモンスターのため、戦闘のたびにHPが全快する。撃破するには予め大魔法で弱らせておくか、強力なモンスターを用いて1回の戦闘でHPを0にする必要がある。そのため状況次第では実質的に無敵となる可能性がある。
アマゾネス→レディーナイト→闘姫→ワルキューレ(N)
武器などが装備可能。体格はS。回避力が高く、HPは低いものの持久戦も可能になっている。進化すると飛行可能になる。
エルフ→ハイエルフ→マスターエルフ→エルフキング(L)
武器などが装備可能。体格はS。Int、MPなどが高く、魔法攻撃に向く。地形型は「山」なので、各世界の山を道や平原と同様に移動できるだけでなく、（地上系・空中系の地形型だとかなりの移動力を要する）エリシアムの海山も地形型「川」「海」「霊体」同様比較的長く移動できる。
ウルフ→ヘル・ハウンド→バージェスト→ケルベロス(C)
徒歩ユニットだが、移動力自体は高い。進化の3段階目で魔法攻撃を覚える。マスターとした場合Intも向上しているので、その魔法攻撃力は目を見張るものがある。
龍→地龍→天龍→神龍(L)
ドラゴンと違い、このモンスターは東洋的な「天翔る龍」といった雰囲気となっている。マスターとして使用可能なモンスターの中では唯一、最初から空を飛べる上に移動力が高いが魔法が使えないので、マスターとした場合序盤は楽なものの中盤以降せっかく向上したIntを生かし切れない。
トロール→タイタン→コロサス→ヘカトンケイル(N)
攻撃力とHPは高いが命中率に劣る。最後まで魔法攻撃が使えない上にInt、移動力も低い。
マスターになると黄昏の指輪の力で、通常のモンスターと比べてIntやMPなどが大幅に向上している。また、マスターの種族によって固有のイベントが起こり、例外はあるが、強力なアイテムを得ることができる。ストーリー上、島にたどり着いたのは10人であるが、1人は遅れて到着したという設定なので、選択できるのは9種族である（オープニングのマスター選択画面をよく見ると、隅に遅れてきたヘルギが表示されている）。なお、各マスターごとに専用のイベントが用意され、レアアイテムを入手することができるが、トロールの場合のみ、アイテムではなく素早さの向上となっている。

## 真・マスターオブモンスターズ Final
1999年10月にWindows 95/Windows 98用として発売されたリメイク版で、DirectX6以上の環境が必要で、ソフトウェアMIDIでの動作は、保証対象外となっている。
基本的な内容は同じだが、グラフィックの描き直し、MIDIによるBGMの強化、インターフェイスの改良などの変更がなされている。
また、イベント系バグの一部が改善されている他、PC-98版では合成モンスターを作成するアイテム、「蠍と獅子の紋章」がバグで獲得できなかったため、合成モンスターであるマンティコアが作成不能となっていた点も修正された。ただしイベント系のバグで修正されていないものも存在し、ゲーム進行が不可能になることがある（後に発売されたセレクション2000シリーズやダウンロード版では修正されている可能性がある）。
ゲーム画面は全画面表示の解像度固定であるが、iniファイルを編集することでウィンドウ状態での起動が可能。また、Windows NT系のOSでも（場合によっては互換モードを設定することにより）動作は可能であるが、環境によってはウェイト処理（プログラミングにおいて、意図的に処理を遅くする処理）が安定しなくなる。2008年8月に発売された「セレクション2000シリーズ」版についても、対応OSはWindows 98/Windows Meとなっており、NT系のOSには正式対応していないが、メーカーのサイトには、保証外ながら一応の動作は可能との記述がある。2020年10月30日にシステムソフト・ベータより再販される「SSBセレクト」版では対応OSがWindows 8.1/10と記載されている他、「シングルコア環境での動作が極端に遅くなる可能性があるため、デュアルコア以上のCPUが必須」とも記載されている。

## 開発スタッフ
PC-9801版・DOS/V版
ゲームデザイン 渡辺徹
プログラムデザイン 横峯良弘
グラフィクスデザイン 木佐貫浩司
イベント作成 渡辺徹 山崎壮
マップ作成 山崎壮 渡辺徹 石内久次
Windows版
プログラミング 佐藤邦彦
グラフィクス 青木啓二 福山義一
音楽 浅冨万紀世
イベント作成 前田康仁
マップ作成 前田康仁
プロデュース 前田康仁